# Сражение при Шайло
Сражение при Шайло (англ. Battle of Shiloh) — крупное сражение Гражданской войны в США, происшедшее 6 апреля и 7 апреля 1862 года на юго-западе штата Теннесси. Силы конфедератов под командованием генералов Альберта Джонстона и Пьера Борегара внезапно атаковали позиции армии США во главе с генерал-майором Улиссом Грантом и были весьма близки к полному разгрому северян.
В первый день сражения Миссисипская армия нанесла удар с целью отбросить федеральную армию от реки Теннесси и загнать в болота на западном берегу. Расчет был на то, чтобы разбить армию Гранта до того, как она соединится с армией генерала Бьюэлла. В ходе ожесточенной атаки боевые порядки армии южан были расстроены, что позволило Гранту отвести свои войска не к западу от реки, куда их планировали оттеснить конфедераты, а на северо-восток, к местечку Питтсбург-Лендинг. Наступление южан продолжалось, однако остатки дивизии бригадного генерала Прентисса смогли занять оборону и под прикрытием артиллерии отбили 12 атак, что позволило Гранту выиграть время и привести боевые линии в порядок.
В ходе одной из атак генерал Джонстон лично возглавил наступление, однако был тяжело ранен в бедро и вскоре скончался от потери крови. Принявший на себя общее командование генерал Борегар принял решение не продолжать атаковать позиции северян и отложил решающий штурм на утро 7 апреля. Президенту КША Джефферсону Дэвису была отправлена телеграмма о полной победе.
Однако южане слишком поспешили с выводом о своей победе: ночью к Гранту присоединилась армия генерала Бьюэлла и к утру соотношение сил на поле боя стало совсем другим. Федеральные войска начали контратаку по всему фронту сражения и южане были вынуждены отступить. К тому моменту это была самая кровопролитная битва в истории США. В результате поражения конфедераты упустили последнюю возможность блокировать продвижение федеральных сил к Миссисипи.

## Предыстория
После неудачных сражений за Форт-Генри и Форт-Донельсон генерал Альберт Сидни Джонстон отвел свою армию в Западную часть Теннесси для реорганизации. В начале марта генерал Генри Халлек, в то время командующий департаментом Миссисипи, приказал Гранту организовать вторжение вверх по реке Теннесси. Сначала он велел Гранту остаться в форте-Генри, но вскоре вернул его к полевому командованию — возможно, по настоянию Линкольна. Грант отправился на юг и в начале апреля его пять дивизий встали лагерем на берегу реки у Питтсберг-Лэндинга. Ещё шесть дивизий стояли неподалёку. Халлек в это время получил в своё распоряжение Огайскую армию генерала Бьюэлла и направил её на соединение с Грантом. Бьюэлл выступил из Нэшвилла и двинулся к Питтсберг-Лэндингу. Халлек предполагал лично возглавить объединенные армии и наступать на юг, к дороге Мемфис-Чарльстон, основной коммуникации между Долиной Миссисипи и Ричмондом.
К началу апреля армия Гранта стояла лагерем у Питтсберг-Лэндинга и ждала Бьюэлла. Грант не стал возводить укрепления и не расставлял пикеты. Он вообще не верил, что армия Джонстона представляет для него какую-то опасность.
Грант не позаботился не только о том, чтобы возвести редуты или вырыть траншеи, но даже и о том, чтобы образовать засеки — самые примитивные из фортификационных сооружений. Сам он объяснял эту беспечность необходимостью обучения молодых солдат, но, конечно, лукавил.
К Гранту уже подошла первая из дивизий Бьюэлла (генерала Нельсона), но Грант просил его не торопиться. Сам он находился в Саванне, в 9 милях от Питтсберг-Лэндинга, где лечил поврежденную ногу. Из-за этой травмы он будет вынужден во время боя перемещаться на костылях. После Донельсона Грант решил, что разгром противника — дело нескольких месяцев. «Вплоть до сражения у Шайло, — напишет он впоследствии, — я, как и тысячи других граждан, считал, что мятеж против правительства вскоре постигнет скоропостижный конец».
Между тем Миссисипская армия Джонстона успела сконцентрироваться и теперь стояла у Коринфа, в 20 милях к югу от Питтсберг-Лэндинга. Эта армия ещё не имела боевого опыта, за исключением одного корпуса, который участвовал в сражении при Бул-Ране. Армия была вооружена самым разнообразным и в основном устаревшим оружием - старыми кремнёвыми ружьями, охотничьими ружьями, дробовиками и едва ли не пиками и только несколько полков имели нарезные винтовки Энфилда. Наиболее натренированным был корпус Брэгга, обученный Ричардом Тейлором в лагере под Пенсаколой.
Джонстон решил напасть на Гранта до подхода армии Бьюэлла и 3 апреля армия выступила в поход. Атака была назначена на утро 4 апреля, но из-за дождей и плохого состояния дорог наступление задержалось на сутки. Борегар предложил отложить нападение, опасаясь Бьюэлла, но Джонстон решил атаковать в любом случае. Ночь на 6 апреля Миссиссипская армия провела в лагере, всего в 3 километрах от позиций противника.

## Силы сторон

### Север
Теннессийская армия Улисса Гранта насчитывала 48 900 человек, сведенных в 6 дивизий.

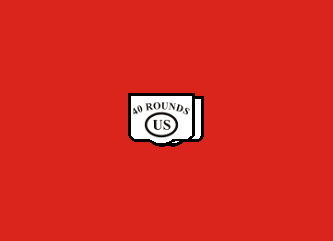
Флаг Теннессийской армии

- Дивизия Джона МакКлернанда: бригады Абрама Хейра, Керрола Марша, Джулиуса Райта, + кавполк и 3 артбатареи
- Дивизия Уоллеса: бригады Джеймса Таттла, Джона Мак-Артура, Томаса Свиини, + 4 кавполка и 4 артбатареи.
- Дивизия Лью Уоллеса: бригады Моргана Смита, Джона Тайера, Чарльза Уиттлеси, + 2 кавполка и 2 артбатареи.
- Дивизия Стефана Хёрлбута: бригада Нельсона Уильямса, Джеймса Уитча, Джекоба Лаумана, + 1 кавполк и 3 артбатареи.
- Дивизия Уильяма Шермана: бригады Джона Мак-Доуэлла, Дэвида Стюарта, Джессе Хильдебрандта, Ральфа Бакланда, + кавполк и 2 артбатареи.
- Дивизия Бенджамина Прентисса: бригады Эверетта Пибоди, Мэдисона Миллера

Отдельно — восемь полков пехоты и артиллерии.
Огайская Армия Дона Карлоса Бьюэлла насчитывала 18 000 человек:
- Дивизия Александра МакКука: бригады Лоуэлла Руссо, Эдварда Кирка, Уильяма Гибсона.
- Дивизия Уильяма Нельсона: бригады Джекоба Аммена, Уильяма Хазена, Сандерса Брюса.
- Дивизия Томаса Криттендена: бригады Иеремии Бойла, Уильяма Смита, + кавполк и 2 артбатареи.
- Дивизия Томаса Вуда: бригады Джеймса Гарфилда и Джорджа Вагнера.

| Генералы Теннессийской армии                                                      |
| --------------------------------------------------------------------------------- |
| - Уильям Шерман - Лью Уоллес - Бенжамен Прентисс - Уильям Уоллес - Стефан Херлбут |

### Юг
Миссисипская армия Альберта Джонстона насчитывала 44 700 человек в 4-х корпусах:
Первый корпус Леонидаса Полка

Флаг корпуса Полка

- Дивизия Чарльза Кларка: бригады Роберта Раселла и Александра Стюарта.
- Дивизия Бенжамена Читема: бригады Башрода Джонсона и Вильяма Стефенса.

Второй корпус Брэкстона Брэгга
- Дивизия Дэниэля Рагглса: бригады Рэнделла Гибсона, Паттона Андерсона, Престона Понда.
- Дивизия Джонса Уитерса: бригады Эдли Гладдена, Джеймса Чалмерса, Джона Джексона.

Третий корпус Уильяма Харди (6789 человек)
Бригада Патрика Клеберна, а также бригады Стерлинга Вуда и Р. Шавера, под общим командованием Томаса Хиндмана
Резервный корпус Джона Брекинриджа:
Бригады Роберта Требу (в частности кавполк Джона Моргана), Джона Боуэна, Уинфилда Стэихама.
Армии приданы: кавполки Натана Форреста, Джеймса Клэнтона, Джона Уартона и две артиллерийские батареи.

## Сражение, 6 апреля

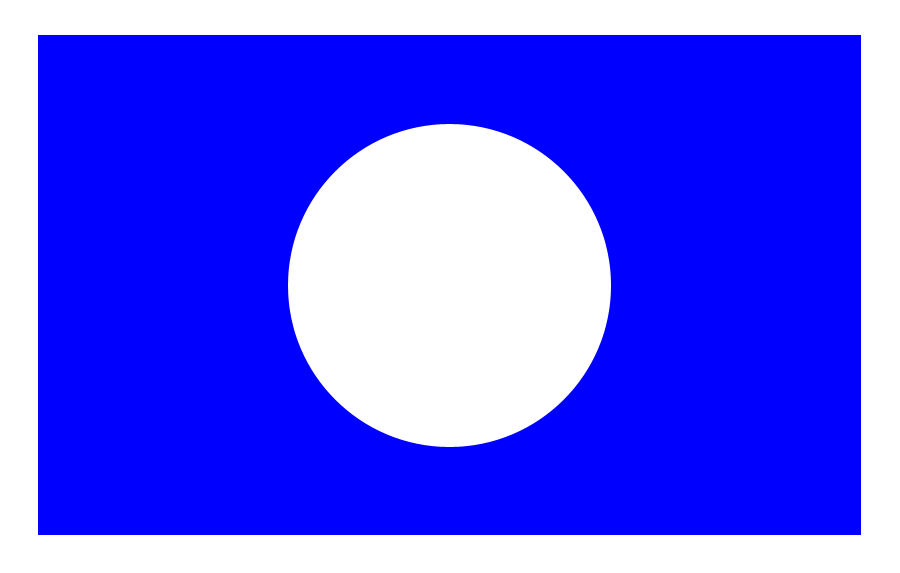
Так называемый «Лунный флаг» корпуса Харди

6 апреля в 06:00 армия Джонстона была развернута в боевое положение на коринфской дороге. Первым шел корпус генерала Харди, растянутый в ширину на три мили. На левом фланге шла бригада Клейберна, в центре — бригады Вуда и Шавера под общим командованием генерала Хиндмана, а на правом фланге шла временно приданная Харди бригада Гладдена.
В 05:15 он встретился с федеральным 25-м миссурийским пехотным полком, а затем и всей бригадой генерала Эверетта Пибоди, которая была почти сразу обращена в бегство. Вслед за ней была отброшена бригада Миллера, и сам Миллер чуть позже попал в плен. Дивизия Прентисса была атакована бригадой Гладдена, она оказалась обойдена с флангов и он начал отступать. В 09:05 он соединился с дивизией Херлбута и встал от неё справа. К этому моменту от 5400 человек его дивизии осталось всего 500.
Услышав стрельбу, Уильям Шерман поднял по тревоге свою дивизию (пятую) и построил её в боевой порядок. Его правый фланг был прикрыто рекой, фронт — оврагом, и только левый фланг у церкви Шайло был открыт. Эти позиции были атакованы левым крылом корпуса Харди — бригадой Патрика Клейберна. Теннессийцы Клейберна бросились на штурм оврага, но были отбиты с серьезными потерями. В этой атаке был тяжело ранен в ногу полковник 2-го теннессийского полка, Уильям Бейт, будущий генерал-майор и сенатор. В это время к Шерману на помощь подошла дивизия Макклернанда и встала слева и сзади. Между тем на смену корпусу Харди пришел корпус Брэгга, который наступал во второй линии. Избегая фронтальной атаки, южане обошли открытый левый фланг Шермана и атаковали крайнюю бригаду, почти уничтожив её. Шерман отвел назад остальные бригады и присоединился к линии Макклернанда.
Между тем вторая бригада Шермана (которой командовал Дэвид Стюарт, а после его ранения Томас Смит) оказалась сильно восточнее остальных бригад Шермана. Обнаружив эту бригаду, Джонстон направил против неё бригады Чалмера и Джексона из корпуса Брэгга. Федеральный 71-й огайский полк сразу обратился в бегство, но два других полка устояли и даже отбили первую атаку.
Когда в 10:00 на поле боя прибыл генерал Грант, положение было следующим: на левом фланге едва держались два полка бригады Смита, правее стояла дивизия Херлбут, справа от него — остатки дивизии Прентисса, ещё правее — дивизия Уильяма Уоллеса. Правый фланг удерживали Макклернанд и Шерман. «Но хотя оборону северян нельзя было назвать упорядоченной, а полки, бригады и даже дивизии давно превратились в большие и плохо управляемые толпы, солдаты и офицеры федеральной армии готовы были держаться на занятых позициях до последнего.»
Между тем у генералов Миссиссипской армии не оказалось общепринятого плана атаки. План Джонстона предполагал атаку общим фронтом, но с начала боя Джонстон отправился непосредственно к действующим частям, передав управление Борегару, который считал, что нужно атаковать эшелонировано, одним корпусом за другим. Сражение сначала пошло по плану Борегара: первым атаковал корпус Харди, за ним — корпус Брэгга. Но затем Борегар отправил в бой ещё два корпуса — Леонидаса Полка на левом фланге и Брекинриджа — на правом (около 11:00). В итоге корпуса наступали, построившись в линию, без резервов. Атака становилась все более и более неорганизованной. Около 13:00 Сидни Джонстон понял, что армия становится неуправляемой и лично возглавил атаку на левый фланг противника — бригаду Смита. На этот раз бригада была обращена в бегство, южане вышли к Персиковому Саду, возле которого стояла дивизия Херлбута. Её левый фланг удерживала бригада Макартура, недавно присланная из дивизии Уоллеса на помощь Херлбуту. Джонстон лично повел солдат на штурм сада и сад был взят, бригада Макартура отброшена. Джонстон уже вышел из боя, когда выяснилось, что пуля задела ему бедренную артерию. Спасти его не удалось — его личный врач был отослан к раненым пленным солдатам противника — и в 14:30 он скончался.

### Гнездо Шершней
Около 09:00 часть дивизии Прентисса и небольшая часть дивизии Вильяма Уоллеса (8-й айовский полк) заняли позицию в центре федеральной линии, известную как Гнездо Шершней (Hornet’s Nest; некоторые историки предпочитают перевод «Осиное гнездо»). Они встали в поле вдоль дороги, известной впоследствии как «Sunken Road» («утопленная дорога»).
Позиция, которую занимала дивизия Прентиса, была очень сильной. Этот участок поля, поросший густым, труднопроходимым лесом, был своего рода естественным бастионом, где небольшая воинская часть могла долго держаться против превосходящего противника. Кроме того, здесь впервые в ходе гражданской войны были применены траншеи. Конечно, настоящих траншей, специально вырытых для обороны, не было, но их заменила зигзагообразная «утопленная» в земле дорога, ставшая естественным окопом. Расположившись вдоль её линии, солдаты Прентиса оказались практически неуязвимы для ружейного огня противника.
(Тимоти Смит писал, что «Санкен-Роуд» — выдумка Мэннинга Форса в его книге «From Fort Henry to Corinth» 1881 года. По его словам, дорога ничем не отличалась от многих других. Согласно другим мифам, она была не только глубокой, но и затопленной водой.)
Южане несколько раз штурмовали эту позицию. По различным подсчетам они провели от 8 до 14 атак, и все были отбиты с тяжелыми потерями. Грант появился на позиции Прентисса и велел удерживать её любой ценой (at all hazards). Примерно в 16:00 федеральные части справа и слева от гнезда (дивизии Шермана и Уильяма Уоллеса) отступили, так что Прентисс оказался окружен с трех сторон. Какое-то время его поддерживал Уоллес, но вскоре он получил смертельное ранение и его дивизия тоже отступила, кроме 8-го айовского полка, который остался с Прентиссом.
Южанам пришлось применить артиллерию: они подтянули 50 орудий и открыли огонь прямой наводкой с близкой дистанции. Понимая бессмысленность дальнейшего сопротивления, Прентисс сдался в 17:30. В плен попало 2200 или 2400 человек (Маль пишет про полторы тысячи, сам Прентисс пишет про 2200). Своим упорным сопротивлением у Гнезда Шершней Прентисс фактически спас армию от разгрома. Однако историк Тимоти Смит писал, что настоящим организатором обороны у «гнезда» был Уильям Уоллес, а Прентисс только приписал себе его достижения.

### Исчезновение Лью Уоллеса

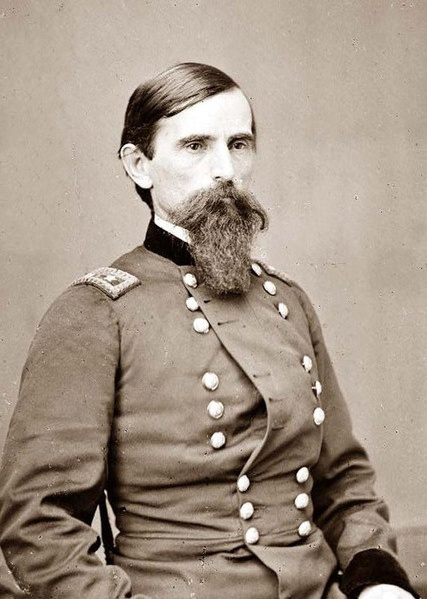
Генерал Лью Уоллес

Утром 6 апреля дивизия генерала Лью Уоллеса стояла несколько севернее основных дивизий Гранта, причем была разбросана на пространстве в 4 мили. Бригада Моргана Смита стояла на берегу реки в Крампс-Лендинге, Бригада Джона Тайера — в двух милях западнее по дороге на Адамсвилль, а бригада Чарльза Уитлеси стояла в самим Адамсвилле. Услышав канонаду, Уоллес предположил, что началось сражение, поэтому отдал приказ бригадам грузить снаряжение на повозки и стал ждать приказа от Гранта. При этом он приказал бригадам собраться у лагеря бригады Тайера, откуда шла наиболее удобная, на его взгляд, дорога к Шайло.
В 11:30 пришел приказ от Гранта. Командующий приказывал присоединиться к правому флангу армии, то есть, встать справа от дивизии Шермана. Впоследствии Уоллес утверждал, что приказ был написан невнятно и без указания пути следования. Грант, наоборот, утверждал, что детально оговорил дорогу.
Уоллес оставил два огайских полка у Крампс-Лендинга, а сам двинулся к Шайло, до которого ему надо было пройти 6 миль. Дивизия вышла к реке Снейк-Крик, перешла её и двинулась, видимо, по современной дороге Адамсвилль-Шайло. Однако вскоре его нагнал капитан Роулей из штаба Гранта и сообщил, что федеральные линии отступают и Уоллес может выйти прямо в тыл противнику, где окажется отрезан от основных сил. Дивизии пришлось разворачиваться, возвращаться обратно к Снейк-Крик, переходить на левый берег и идти на восток до другого моста. На этот манёвр ушел весь день; в итоге дивизия пришла на поле боя около 19:00 и встала в боевую линию только в час ночи.

### Бой за Питтсберг-Лэндинг
К вечеру фланги федеральной армии были отброшены, но не разбиты. Корпуса Харди и Полка заставили Шермана и Макклернанда отступить в направлении Питтсберг-Лендинга, а генерал Брекинридж, вскоре после смерти Джонстона, атаковал левый федеральный фланг, отбросил бригаду Стюарта и почти вышел к реке Теннесси. Однако, он остановился навести порядок в рядах, и время было упущено. Сказалось и упорное сопротивление Гнезда Шершней. После падения «гнезда» остатки федеральной армии заняли позиции у Питтсберг-Лендинга фронтом примерно в 5 километров. Их правый фланг удерживал дорогу, по которой должна была подойти дивизия Лью Уоллеса. Шерман командовал правым флангом, Макклернанд — центром, а левый фланг у реки пребывал в хаосе. Вскоре подошла бригада Джейкоба Аммена из дивизии Нельсона и встала на левом фланге. Оборону поддерживали 50 орудий и морская артиллерия флота — кораблей «USS Lexington» и «USS Tyler». Вечером южане атаковали эти позиции силами двух бригад генерала Уайтерса, но были отбиты. В 18:00 Борегар велел прекратить атаки. План Джонстона реализовать не удалось: северяне не были отрезаны от реки и не загнаны в болота.
Борегар отправил президенту Дэвису телеграмму со словами: «A COMPLETE VICTORY» (Полная победа), и позже писал: «...Я думал, что теперь генерал Грант находится там, где мне надо, и я смогу покончить с ним утром». Многие, в частности, Брэгг и Уильям Джонстон (сын погибшего генерала) винили Борегара в том, что из-за него был потерян «последний шанс у Шайло». Однако армии действительно требовался отдых, а кроме того, Борегар получил сообщение, что Бьюэлл движется к Декейтеру, а не к Питсберг-Лендингу.
У Гранта был повод для оптимизма. Вечером появилась, наконец, дивизия Уоллеса, а в 4 часа утра — первые части Бьюэлла. Долгое время шли споры о роли Бьюэлла в том сражении, в спор включились даже сами Грант и Бьюэлл. Грант утверждал, что к вечеру находился на сильных позициях, которые вполне мог удержать. Бьюэлл же заявлял, что только его появление спасло армию от разгрома.

## Сражение, 7 апреля

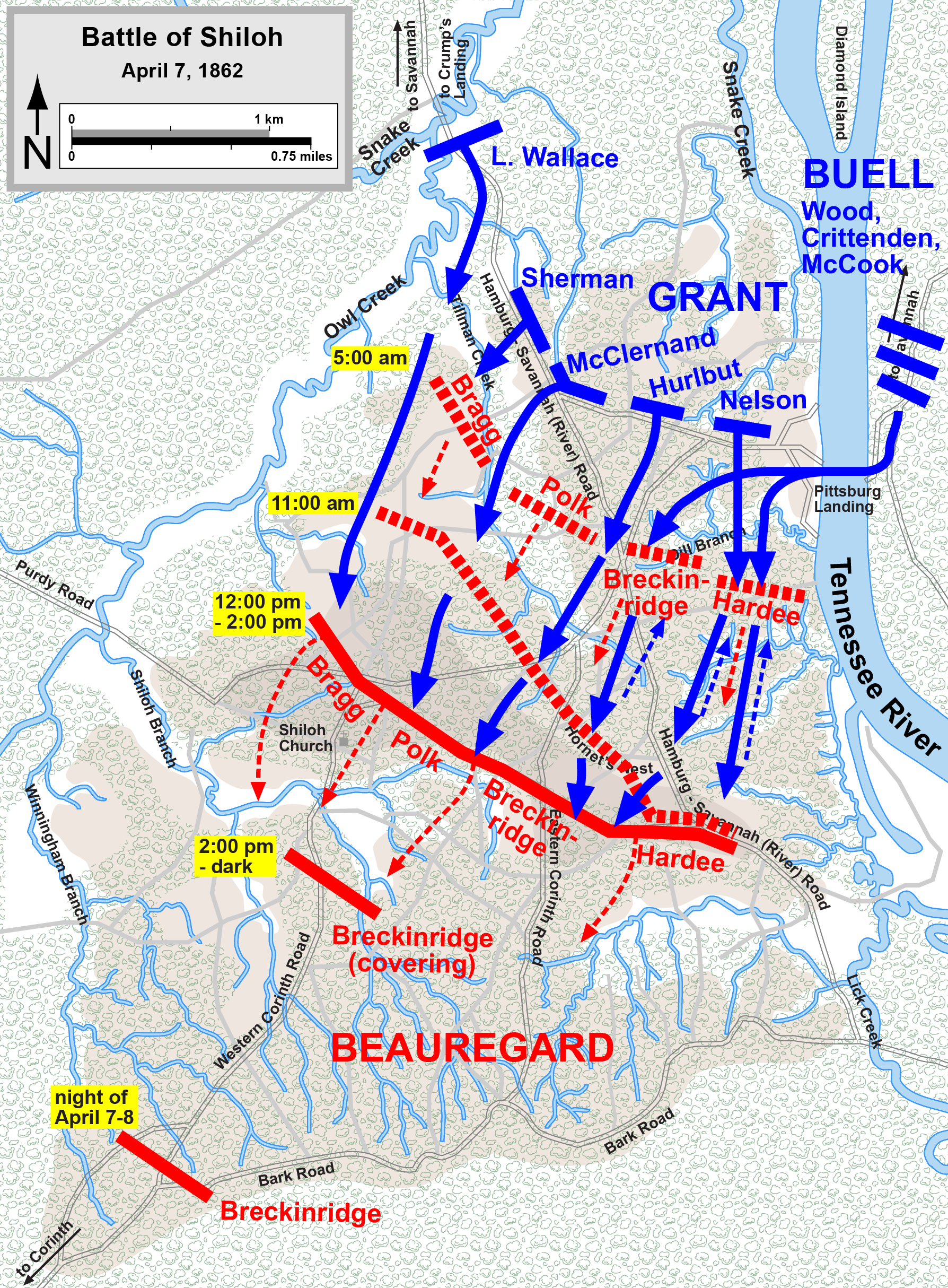
Шайло, 7 апреля 1862.

7 апреля федеральная армия насчитывала уже 45 000 человек, в то время как армия Борегара потеряла почти 8500 человек за первый день и ещё некоторое количество от дезертирства, так что от неё осталось всего 20 000 человек. (Бьюэлл потом утверждал, что их было 28 000) Южане отошли на позиции у бывших лагерей Прентисса и Шермана, а корпус Полка вообще вернулся в свой лагерь к югу от Шайло (6, 5 километров от Питтсберг-Лендинга).
Между тем Борегар не подозревал, что уже оказался в меньшинстве, и планировал атаку армии Гранта. К его удивлению, на рассвете федеральная армия первой пришла в движение. Крайне правой наступала дивизия Лью Уоллеса, которая в 07:00 атаковала позиции бригады Престона Понда. Левее Уоллеса наступал дивизия Шермана, ещё левее — дивизии Макклеранда и Уильяма Уоллеса (которой теперь командовал Джеймс Таттл) На левом фланге самостоятельно действовали дивизии Бьюэлла: Нельсона, Криттендена и Маккука.
Между тем южане были настолько дезорганизованы, что бригады даже не были сведены в дивизии. Два часа потребовалось на то, чтобы найти корпус генерала Полка. К 10 утра Борегар кое-как стабилизировал фронт, расставив в линию корпуса: Брэгга, Полка, Брекинриджа и Харди.
На федеральном левом фланге дивизия Нельсона первой пошла в наступление вдоль коринфской дороги, а за ней последовали дивизии Криттендена и Маккука. После ожесточенного боя дивизия Криттендена отбила Гнездо Шершней, однако генерал Брекинридж организовал контратаку и сумел остановить Криттендена и Нельсона. Правый федеральный фланг наступал увереннее, оттеснив корпуса Брэгга и Полка. Когда Криттенден и Маккук возобновили атаки, Брекинридж вынужден был отступить, и к полудню армия Борегара отошла на линию дороги Гамбург-Парди.
После полудня Борегар организовал несколько контратак в районе церкви Шайло, стараясь удержать контроль над коринфской дорогой. Эти атаки ненадолго остановили наступление федерального правого фланга. Тем временем Критенден, при поддержке Таттла, захватил перекрёсток дорог Гамбург-Парди и Восточной Коринфской, оттеснив противника в бывший лагерь Прентисса.
Борегар понял, что инициатива упущена, боеприпасы и продовольствие истрачены, и почти 10 000 человек потеряно убитыми, ранеными и пленными. Он начал отступать к Шайло, поручив Брекинриджу прикрывать отступление. 5 000 человек Брекинриджа сдерживали противника до 17:00, и в это время армия Борегара организованно отходила к Коринфу. Измотанная федеральная армия преследовала их недолго. Только дивизия Лью Уоллеса продвинулась достаточно далеко но, ввиду отсутствия поддержки, остановилась на закате и вернулась в лагерь Шермана. Сражение завершилось. Впоследствии Грант и Бьюэлл много спорили по поводу решения Гранта не преследовать противника. Грант ссылался на усталость армии, хотя армия Конфедерации была усталой не менее.

## Фоллен-Тимберс, 8 апреля
8 апреля Грант велел Шерману отправиться на юг по коринфской дороге и провести разведку боем и выяснить, отошел ли противник, или перегруппировался для контратаки. У Гранта было недостаточно хорошей кавалерии для организации разведки и преследования. Шерман отправился с двумя пехотными бригадами своей дивизии и двумя батальонами кавалерии. В 10 километрах от Питтсберг-Лэндинга люди Шермана вышли на поле, где обнаружили лагерь и госпиталь противника под охраной 300 кавалеристов, которыми командовал Натан Бедфорд Форрест. Дорога перед лагерем была завалена деревьями на участке в 180 метров.
Когда стрелки 77-го огайского полка стали приближаться, разгребая завалы, Форрест приказал атаковать, и завязался ожесточенный бой, в ходе которого Шерман едва не попал в плен. Пока полковник Джессе Хильдебранд формировал боевую линию, южане начали отступать, и Форрест случайно оказался почти один перед самой линией противника. Кто-то выстрелил и попал ему в бедро. Несмотря на тяжелое ранение, Форрест удержался в седле и ушел из-под огня. В этом бою федералы потеряли примерно 100 человек, в основном пленными. Захватив госпиталь, Шерман встретил арьергарды корпуса Брекинриджа и, решив, что противник не собирается атаковать, вернулся в лагерь.
В этом сражении в распоряжении Форреста было примерно 300 человек: техасские рейнджеры Джона Уартона (220 чел.), рота миссисипской кавалерии (40 чел.) и рота Форреста (40 чел.). Существующая версия о присутствии кентуккийского эскадрона Джона Моргана не подтверждается первичными источниками.

## Последствия
Потери убитыми и ранеными в этом сражении были примерно одинаковы: Север потерял убитыми 1754 человека, Юг — 1728. Потери ранеными составили 8408 и 8012 соответственно. Существенно различаются только количества пленных: 2885 потерял Север, 959 человек потерял юг. Общие потери составили, соответственно, 13047 и 10 699 человек.
Потери при Шайло были необычайно высоки. В масштабах всей войны Шайло стало девятым из десяти самых кровопролитных сражений.

## Факты
- В рапорте Грант написал, что это было сражение между двумя великими армиями, из которых одна сражалась за лучшее в истории правительство, а вторая — за его уничтожение[17].
- В 1952 году был опубликован исторический роман Шелби Фута «Шайло».

## В искусстве
- Песня «Gone to Shiloh» Элтона Джона на стихи Берни Топина из альбома «The Union» совместно с Леоном Расселом
- Рассказ Рэя Брэдбери «Барабанщик из Шайлоу»[18]
- Впечатления Амброза Бирса от этой битвы повлияли на сюжет рассказа «Случай на мосту через Совиный ручей»